# Giedrius Drukteinis

Giedrius Drukteinis

Giedrius Drukteinis (* 17. Januar 1970 in Vilnius) ist ein litauischer Autor, Moderator, Journalist und linker Politiker, seit November 2024 Mitglied des Seimas.

## Leben
Nach dem Abitur 1989 an der Mittelschule absolvierte Giedrius Drukteinis von 1989 bis 1994 das Diplomstudium der Journalistik an der Universität Vilnius in der litauischen Hauptstadt Vilnius. Von 1993 bis 	1997 leitete er die Werbungsabteilung von 	Lietuvos avialinijos und von 1999 	bis 2001 als Direktor die Informationsabteilung der Wirtschaftsförderungsagentur Litauens	(Lietuvos ekonominės plėtros agentūra).
Von 2001 bis 	2003 leitete er die PR-Agentur  	"GCI Lietuva"	und von 2003 bis 2024 eigenes PR-Unternehmen 	UAB "Reichmann Communications". Er bot Kommunikationsleistungen an. Er ist Autor von sieben Büchern. Er war Moderator der Sendung  „Vartotojų kontrolė“  bei Lietuvos televizija.
Von 2023 bis 2024 war er Mitglied im Rat der Rajongemeinde Jurbarkas.
In der Parlamentswahl in Litauen 2024 wurde er in den 14. Seimas in der Liste von LSDP gewählt.
Seit 2020 ist er Mitglied von LSDP.
Er ist verheiratet.